# Nishino Kohei
Kohei Nishino (sinh ngày 15 tháng 4 năm 1982) là một cầu thủ bóng đá người Nhật Bản.

## Sự nghiệp câu lạc bộ
Kohei Nishino đã từng chơi cho Oita Trinita, Mito HollyHock và Fagiano Okayama.